# Шлёнская, Александра

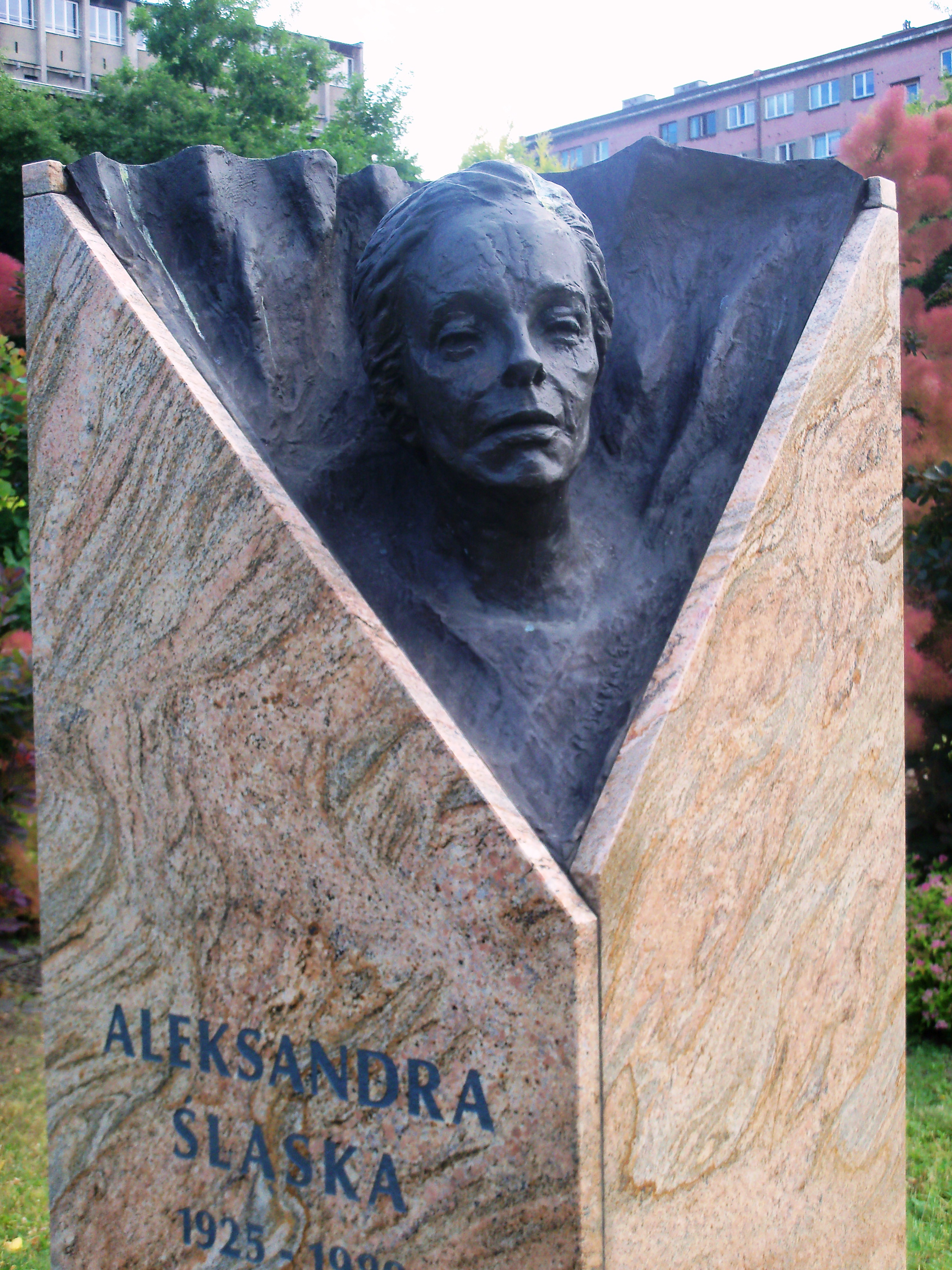
Бюст А. Шлёнской в Катовицах

Александра Шлёнская (пол. Aleksandra Śląska (Aleksandra Wąsik), до замужества — Вонсик, пол. Wąsik; 1 ноября 1925, Катовице — 18 сентября 1989, Варшава) — польская актриса театра, кино и телевидения. Педагог, Профессор театрального мастерства (1987). Заслуженный деятель культуры Польши (1967). Заслуженный деятель народной культуры Польши (1989).
Обладательница 19 профессиональных и государственных наград. Лауреат Государственных премий ПНР 1950, 1955 и 1964 годов. Посмертно признана Героиней польского кино (2013).

## Биография
С 1946 года занималась в театральной школе при Театре имени Юлиуша Словацкого в Кракове. Здесь же впервые вышла на театральную сцену, играла со многими известными актёрами, в частности, Ю. Остервой
В 1947 окончила краковскую Высшую театральную школу им. Сольского.
В 1949 переехала в Варшаву, где выступала на сценах театров: «Всполчесны» (1949—1956, 1959—1961) и «Атенеум» (1956—1959, 1962—1989).
С 1973 преподавала в Театральной академии им. Александра Зельверовича.
Умерла от рака. Похоронена на варшавском кладбище Старые Повонзки.

## Избранная фильмография
- 1947 — Последний этап / Ostatni etap — надсмотрщица женского блока
- 1949 — Дом на пустыре / Dom na pustkowiu — Бася
- 1951 — Юность Шопена / Młodość Chopina — Констанция Гладковская
- 1951 — История одной семьи / Die Sonnenbrucks — Фанчетта
- 1953 — Пятеро с улицы Барской / Piątka z ulicy Barskiej — Ганка
- 1954 — Автобус отходит в 6.20 / Autobus odjeżdża 6.20 — Кристина Порадска
- 1957 — Петля / Pętla — Кристина
- 1960 — Цена одного преступления / Historia współczesna — Ядвига Белас
- 1960 — Год первый / Rok pierwszy — Дорота
- 1962 — Встреча в «Сказке» / Spotkanie w «Bajce» — Тереза
- 1963 — Мансарда (фильм)Мансарда / Mansarda — Мария
- 1963 — Пассажирка / Pasażerka — Лиза
- 1963 — Их будний день / Ich dzień powszedni — Нитка, жена Сеницкого
- 1967 — Чёрное платье (телевизионный фильм) / Czarna suknia — Иоанна Орловская
- 1971 — Болеслав Смелый / Boleslaw Śmiały — королева, жена Болеслава
- 1972— Счастливые острова (телевизионный фильм) / Wyspy szczęśliwe — жена доктора
- 1980—1981 — Королева Бона (телесериал) / Królowa Bona — Королева Бона Сфорца
- 1982 — Эпитафия для Барбары Радзивилл / Epitafium dla Barbary Radziwiłłówny — Королева Бона Сфорца

## Телевидение
- «Кабаре джентльменов в возрасте» (1958—1966)

## Награды
- Кавалер Ордена Возрождения Польши (1954)
- Медаль «10-летие Народной Польши» (1955)
- Орден «Знамя Труда» 2-й степени (1963)
- Знак 1000-летия Польского государства
- Государственная премия ПНР III степени (1950)
- Государственная премия ПНР II степени (1955)
- Государственная премия ПНР II степени (1964)
- Международный приз Каннского кинофестиваля (1954)